# Ebegomphus minutus
Ebegomphus minutus – gatunek ważki z rodziny gadziogłówkowatych (Gomphidae). Występuje w północnej części Ameryki Południowej; znany tylko z dwóch starych stwierdzeń z Surinamu (1965) i Wenezueli (1971).
Gatunek ten opisał (pod nazwą Cyanogomphus minutus) w 1970 roku J. Belle w oparciu o okazy samców i samic odłowione w kwietniu i czerwcu 1965 roku nad strumieniem Mooi Wanna w pobliżu miasta Albina w północno-wschodnim Surinamie.